# Општина Вецка (Муреш)
Вецка (рум. Veţca) општина је у Румунији у округу Муреш.
Oпштина се налази на надморској висини од 413 m.